# Wangford (Forest Heath)
Wangford is een civil parish in het bestuurlijke gebied Forest Heath, in het Engelse graafschap Suffolk. In 2001 telde het civil parish 7 inwoners. Wangford komt in het Domesday Book (1086) voor als 'Wamforda'. De civil parish telt 3 monumentale panden.